# Lentella
Lentella est une commune de la province de Chieti dans les Abruzzes en Italie.

## Administration
| Période                                  | Période  | Identité   | Étiquette | Qualité |
| ---------------------------------------- | -------- | ---------- | --------- | ------- |
| 30 mai 2006                              | En cours | Carlo Moro | L'Olivier |         |
| Les données manquantes sont à compléter. |          |            |           |         |

### Communes limitrophes
Cupello, Fresagrandinaria, Mafalda (CB), Montenero di Bisaccia (CB)